# ヴァジフ・アディゴザロフ
ヴァジフ・アディゴザロフ（アゼルバイジャン語: Vasif Zülfüqar oğlu Adıgözəlov, Vasif Zulfugar oglu Adigozalov, 1935年7月28日 - 2006年9月15日）は、アゼルバイジャンの作曲家。

## 経歴
バクー出身。1953年から1960年までバクー音楽院で学び、ピアノを主専攻にする一方で、カラ・カラーエフから作曲を学んだ。1960年代からピアニストとして活動した。また1961年からバクー音楽院の教壇に立ち、1992年から2006年まで合唱指揮科の学科長を務めた。さらに1990年から2006年までアゼルバイジャン作曲家同盟の議長を務めた。
1989年にアゼルバイジャン人民芸術家の称号を受けた。1990年に国家賞を、1995年に栄誉賞を、2005年に独立賞を受賞した。

## 作曲作品・作風
作品にはオペラ、オペレッタ、オラトリオ、カンタータ、4つの交響曲、4つのピアノ協奏曲、ヴァイオリン協奏曲、チェロ協奏曲、室内楽曲、歌曲などがある。作風は民謡歌手だった父の影響を受け、伝統的なムガームを取り入れたものである。